# Peter-Paul-Rubens-Schule
Die Peter-Paul-Rubens-Schule war eine dreizügige Grundschule im Berliner Ortsteil Schöneberg, die aus einem Zusammenschluss der Uckermark- und der Barnimschule entstand. Die Klassen 1–3 waren in zwölf jahrgangsübergreifenden Klassen in der ehemaligen Uckermarkschule zusammengefasst und wurden in zehn Jahrgangsklassen in der ehemaligen Barnimgrundschule am Grazer Platz 1–3 unterrichtet. Jetzt heißt die Schule Friedenauer Gemeinschaftsschule. 

## Geschichte
1902 wurde das Gebäude in der Rubensstraße für das neugegründete Helmholtz-Realgymnasium in der damals noch selbstständigen Stadt Schöneberg errichtet. Nach dem Zweiten Weltkrieg erfolgte die Eröffnung einer Grundschule, die den Namen Uckermark-Schule nach der brandenburgischen Landschaft Uckermark erhielt. 1982 wurde unter der Schulleitung von Rolf Schüppel erstmals in Deutschland ein Schulversuch mit schulortnaher Integration behinderter und nichtbehinderter Schüler durchgeführt. 1992 erhielt die Schule dafür den Deutschen Grundschulpreis.
Die Peter-Paul-Rubens-Schule ging am 1. August 2008 aus der Barnim- und der Uckermarkschule hervor. Vom 1. August 2012 bis zum 31. Juli 2015 wurde sie zur Grundstufe der 1. Gemeinschaftsschule Schöneberg. Seit dem 1. August 2015, nach einer erneuten demokratisch gewählten Namensänderung, ist sie die Grundstufe der Friedenauer Gemeinschaftsschule.